# Devarahalli, Yadgir
Devarahalli là một làng thuộc tehsil Yadgir, huyện Gulbarga, bang Karnataka, Ấn Độ.